# 山中幸俊
山中 幸俊（やまなか ゆきとし、生没年不詳）は、江戸時代初期の武将。山中信俊の子。弟に宗俊。官途名は紀伊守。
祖父長俊が慶長5年（1600年）の関ヶ原の戦いで西軍に属し改易され、父の信俊が早世した為、祖父に養育されて家督を継ぐ。
成長後は大坂城の豊臣秀頼に仕え、慶長19年（1614年）から始まった大坂の陣に参加した。
翌年の豊臣家滅亡後、罪を赦されて京に隠棲したが、故あって安芸国広島藩主浅野長晟に仕え、子孫は広島藩士として存続したという。